# 보즈 스캑스

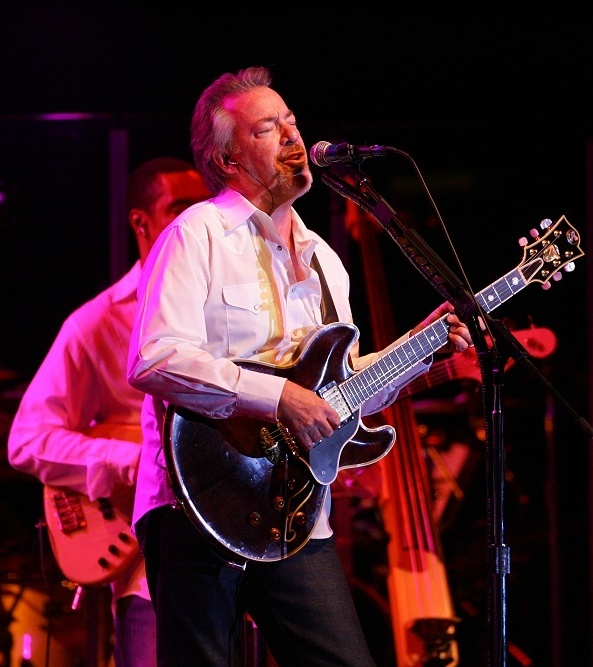
보즈 스캑스(2006년)

보즈 스캑스(Boz Scaggs, 1944년 6월 8일~)는 미국의 가수이다. 대표곡으로 〈We're All Alone〉이 있다.